# 1937 v hudbě
Tento článek obsahuje události související s hudbou, které proběhly v roce 1937.

## Narození
- 6. ledna – Doris Troy, americká zpěvačka († 16. února 2004)
- 31. ledna – Philip Glass, americký hudební skladatel
- 1. února – Don Everly, americký hudebník, člen skupiny The Everly Brothers
- 19. března – Clarence Henry, americký zpěvák
- 20. března – Jerry Reed, americký zpěvák († 1. září 2008)
- 24. března – Billy Stewart, americký zpěvák a klavírista († 17. ledna 1970)
- 4. května – Dick Dale, americký kytarista
- 22. května – Kenny Ball, britský trumpetista († 7. března 2013)
- 2. června – Jimmy Jones, americký zpěvák († 2. srpna 2012)
- 15. června – Waylon Jennings, americký zpěvák († 13. února 2002)
- 2. srpna – Garth Hudson, americký hudebník, člen skupiny The Band

## Úmrtí
- 20. dubna – Virgilio Ranzato, italský hudební skladatel a houslista (* 7. května 1883)
- 11. července – George Gershwin, americký hudební skladatel (* 26. září 1898)
- 26. září – Bessie Smith, americká bluesová zpěvačka (* 15. dubna 1894)[1]
- 17. října – Paul Lhérie, francouzský operní pěvec (* 8. října 1844)